# Grachtenmuseum Amsterdam
Grachtenmuseum Amsterdam (Museum of the Canals) is een museum aan de Herengracht in Amsterdam gewijd aan de 17e-eeuwse Amsterdamse grachtengordel en de geschiedenis van Amsterdam. Het museum is gevestigd in een zeventiende-eeuws grachtenhuis, met klassieke stijlkamers, een vaste multimediale tentoonstelling, een grachtentuin en tijdelijke tentoonstellingen op de bel-etage.  
Een interactieve en multimediale tentoonstelling in het museum maakt de ontstaansgeschiedenis van de grachtengordel duidelijk. Er zijn onder meer maquettes, animaties, 3D- en wandprojecties. Een poppenhuis toont de kamers van het grachtenhuis met behulp van de Pepper's ghost-techniek. 
Het museum werd in april 2011 voor het publiek geopend. Aanleiding was de opname van de Amsterdamse grachtengordel op de Werelderfgoedlijst in 2010. Het museum werd na enkele maanden tijdelijk gesloten voor  restauratie en herinrichting, en eind maart 2012 heropend. De verantwoordelijke 'Stichting Het Grachtenhuis' is geregistreerd als algemeen nut beogende instelling, (anbi).

## Gebouw
Het museum is gevestigd aan Herengracht 386, in een pand uit 1663/1665 ontworpen door Philips Vingboons in opdracht van de zakenman Karel Gerards.
Het gebouw heeft een vijfassige gevel bekroond met een fronton. Eind 18e eeuw heeft de bankier Jan Willink de ramen laten vergroten, waarbij de festoenen onder de ramen verdwenen. Rond 1875 werd de dubbele stoep voor het huis verwijderd. De ingang werd verplaatst naar de begane grond, met een trap binnenin naar de bel-etage.
Het 18e-eeuwse interieur van de stijlkamers op de bel-etage is bewaard gebleven. De achterkamer heeft behangsels van Jurriaen Andriessen uit 1776 met schilderingen van geïdealiseerde Hollandse landschappen.
Het huis is het onderkomen geweest van koophandelaren en bankiers als Pieter Pels en Jan Willink. De bekendste, en waarschijnlijk ook de omvangrijkste, transacties die er gesloten zijn waren die van Willink met de Amerikaanse overheid. De bankier heeft tijdens de Amerikaanse Onafhankelijkheidsoorlog (1775-1790) de Amerikanen vele jaren gesteund met kredieten en aandelen. Tot 1794 leenden de Verenigde Staten van Willink en andere bankiers ruim 30 miljoen gulden.
Het dubbel grachtenpand werd in 1970 aangewezen als rijksmonument.

## Afbeeldingen

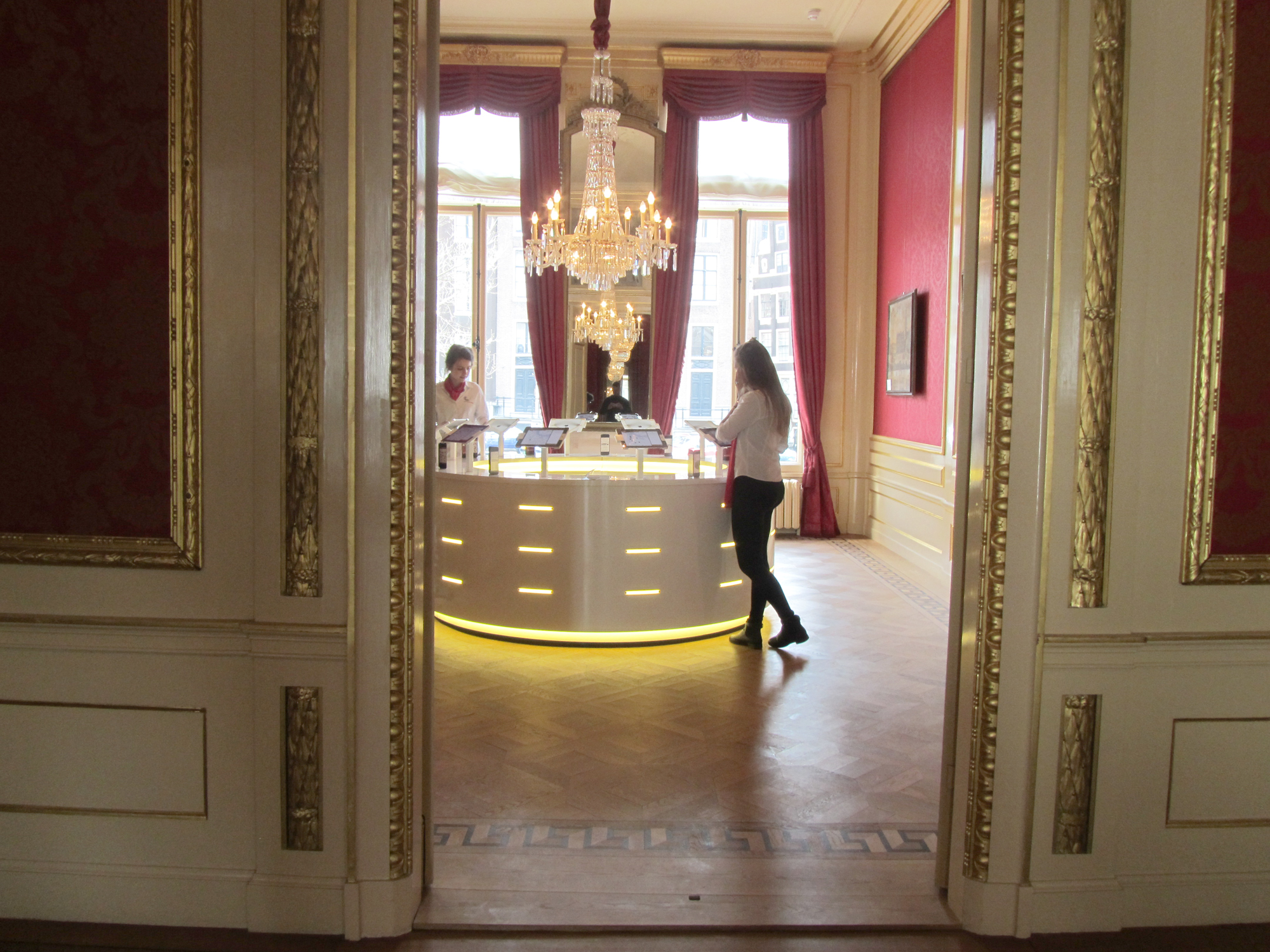
Stijlkamers
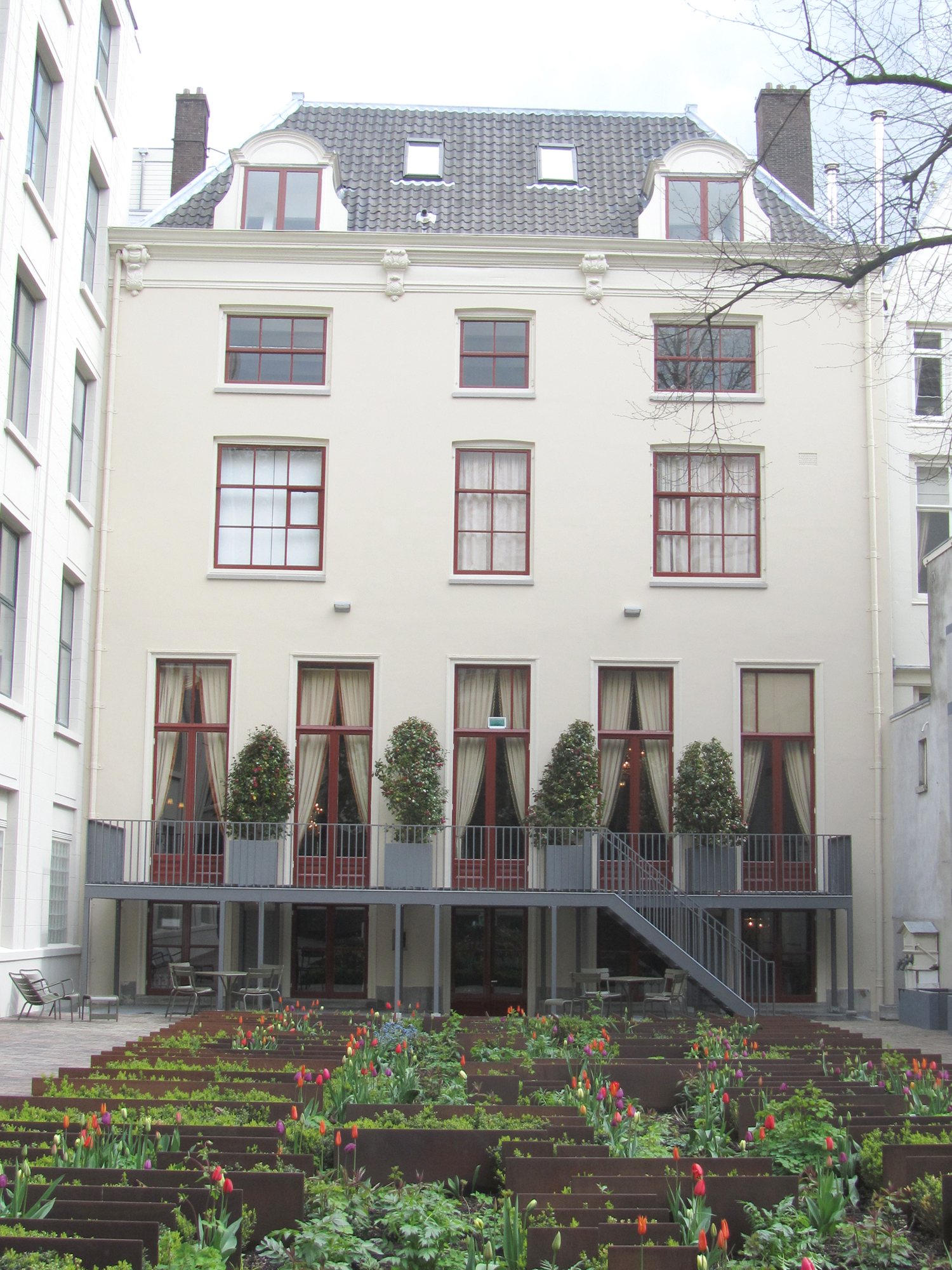
Achtergevel en tuin